# 巴拿马驻上海总领事馆
巴拿马共和国驻上海总领事馆（西班牙語：Consulado General de la República de Panamá en Shanghái）是巴拿马设立于中国上海市的总领事馆。这是巴拿马2017年6月与中华人民共和国建立大使级外交关系后设立的首个总领馆。 

## 历史沿革
2017年11月21日，正在中国访问的巴拿马总统巴雷拉为总领馆揭牌。2018年4月16日正式开馆，首任总领事为沈理康。

## 领区
领区包括上海市、江苏省、浙江省、安徽省、江西省和湖北省。  

## 历任总领事
- 沈理康（Nicolas A.Saval Zimmermann）
- 侯永通（Reberto JOU Law），华人
- 李小金（Goli Nicole Lee）[4]
- 拉蒙·吉列尔莫·马丁内斯-阿查（Ramón Martínez-Acha）[5]